# 프로젝트 955 보레이형 잠수함
프로젝트 955 보레이형 잠수함(러시아어: Подводные лодки проекта 955 Борей)은 러시아 해군의 최신형 전략원잠(SSBN)이다.

## 역사

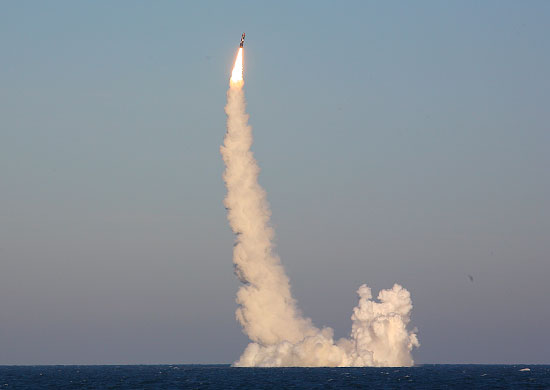
2011년 10월 28일, 보레이급 잠수함에서 발사중인 불라바 SLBM

보레이형은 러시아 해군의 프로젝트 941 아쿨라형과 델타 III급 잠수함(프로젝트 667BDR 칼마르)을 대체할 목적으로 건조되었다.
타이푼급 잠수함의 절반 크기다. 타이푼급은 승무원 160명, 수중배수량 48,000톤인데, 보레이급은 승무원 107명, 수중배수량 24,000톤이다.

## SLBM
R-39UTTH 바르크 SLBM을 16발 장착할 계획이었으나, 개발에 실패했다. R-39UTTH 바르크 또는 R-39M은 R-39 리프의 최신 개량형이다. 그래서 RSM-56 불라바 SLBM 16발을 장착했다. 불라바는 지상배치 ICBM인 RT-2PM2 토폴-M을 SLBM으로 개량한 버전이다. 3단 고체연료를 사용하며, 무게 36.8톤이다. MD에 대한 회피기동이 가능한 TNT 150 kt MIRV 핵탄두 10발을 탑재한다. 보레이1급 잠수함에 16발, 보레이2급 잠수함에 20발이 탑재된다.

## 같이 보기
- R-39 리프
- BANDI-60